# We Got Love (Jessica Mauboy)
We Got Love (reso graficamente #We Got Love) è un singolo della cantante australiana Jessica Mauboy, pubblicato il 9 marzo 2018.

## Descrizione
Scritto dalla stessa Mauboy con Anthony Egizii e David Musumeci, l'11 dicembre 2017 Jessica Mauboy è stata selezionata internamente dall'ente radiotelevisivo australiano SBS come rappresentare australiana per l'Eurovision Song Contest. Il brano è stato presentato e pubblicato l'8 marzo 2018 e ha rappresentato l'Australia all'Eurovision Song Contest 2018, a Lisbona, in Portogallo.
Il brano ha gareggiato nella seconda semifinale del 10 maggio 2018, competendo con altri 17 artisti per uno dei dieci posti nella finale del 12 maggio.

## Tracce
Download digitale
1. We Got Love – 3:22

Download digitale (7th Heaven Remix)
1. We Got Love (7th Heaven Remix) – 3:26

Download digitale (Tobtok Remix)
1. We Got Love (Tobtok Remix) – 3:35

Download digitale (Country Club Martini Crew Remix)
1. We Got Love (Country Club Martini Crew Remix) – 3:24

Download digitale (Glammstar Remix)
1. We Got Love (Glammstar Remix) – 3:27

## Classifiche
| Classifica (2018) | Posizione massima |
| ----------------- | ----------------- |
| Australia         | 31                |